# Rue Colbert (Lille)
Pour les articles homonymes, voir rue Colbert.
La   rue Colbert est une rue de Lille  située dans les quartiers. de Wazemmes et de Vauban-Esquermes.

## Situation et accès
Elle relie la rue Gambetta au boulevard de la Lorraine près de la porte de Dunkerque.
Elle croise les rues de Ratisbonne, des Stations, Nationale, le boulevard Vauban et la rue Philippe-Laurent- Roland. Elle longe la place Catinat entre l'église Notre-Dame de Consolation et le Centre Vauban établi à l'emplacement de l'ancien port Vauban.
Elle est desservie dans sa partie sud-est par la station de métro Gambetta.

## Origine du nom
Elle porte le nom de Jean-Baptiste Colbert (1619-1683) ministre de Louis XIV et contrôleur général des finances.

## Historique
La rue est ouverte en 1855 dans l’ancienne commune de Wazemmes peu avant son rattachement à la ville de Lille en 1858 sous le nom de rue Notre-Dame car elle desservait l'église Notre-Dame de Consolation construite à la même époque. Elle était destinée à établir une liaison directe entre le centre et le faubourg de la Barre (celui-ci presque totalement disparu au cours des années 1860 dans les travaux de rectification du cours du canal de la Moyenne-Deûle, de destruction de l’ancienne enceinte et des digues d'inondation, la création du jardin Vauban et du Port Vauban) pour remplacer des parcours sinueux entre ces deux parties de la ville en expansion à cette date. Sa construction a nécessité le franchissement de plusieurs ruisseaux (notamment le canal des stations et les bras de l'Arbonnoise).
Elle est renommée rue Colbert vers 1880.
La rue est parcourue de 1906 à 1960 par la ligne de tramway V Place Catinat-Le Buisson circulant en voie unique dans les deux sens. Le tramway est remplacé par la ligne de bus 7.

## La rue auXXIesiècle
La rue Colbert est une voie à assez faible circulation à sens unique avec double sens cyclable bordée de trottoirs et par endroits de files de stationnement.
La rue est majoritairement résidentielle et comporte assez peu de commerces.
Son architecture est très homogène, étant longée quasi exclusivement par des maisons de ville jointives de deux étages construites au cours de la vingtaine d’années ayant suivi son ouverture en 1855. Elle comporte une courée.

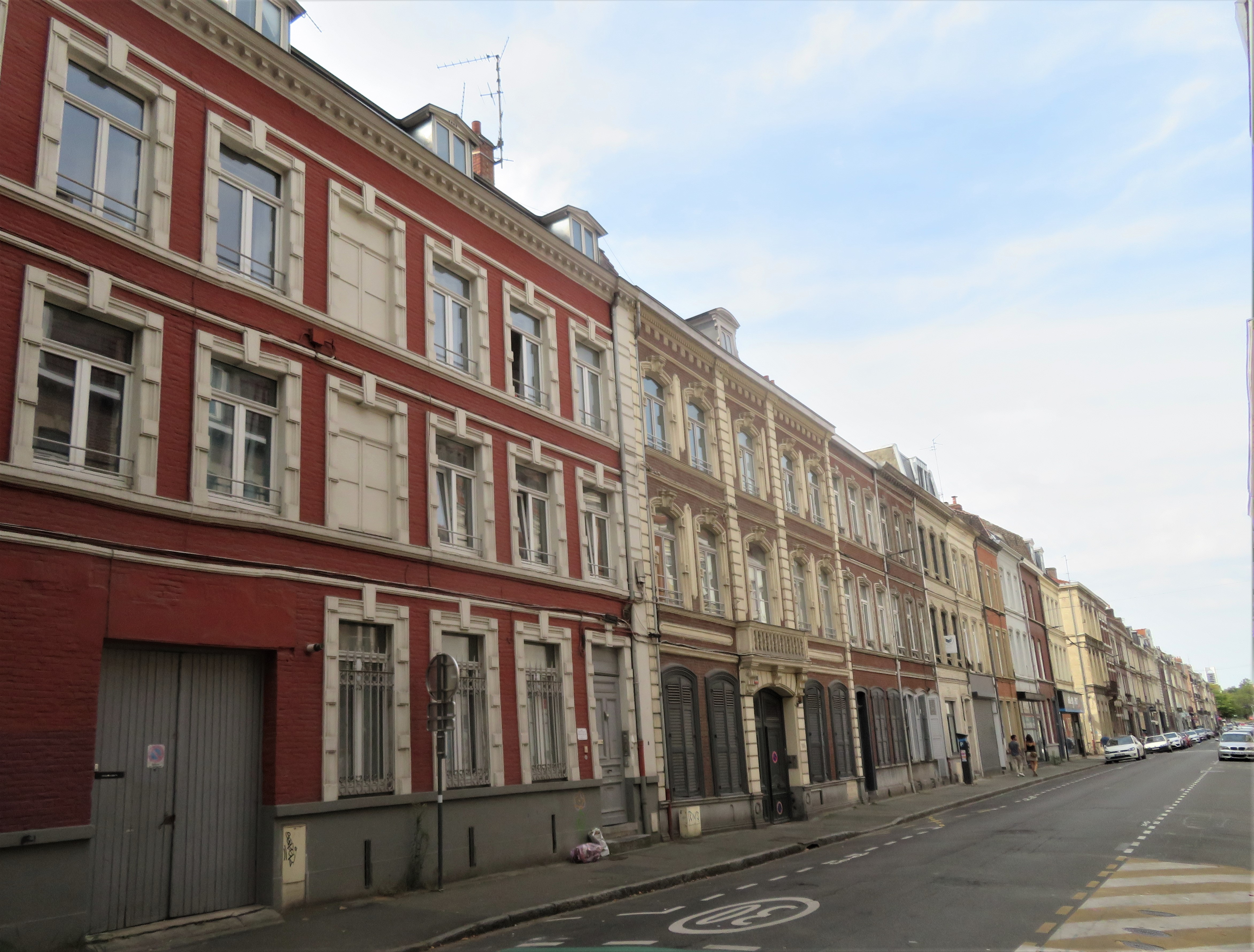
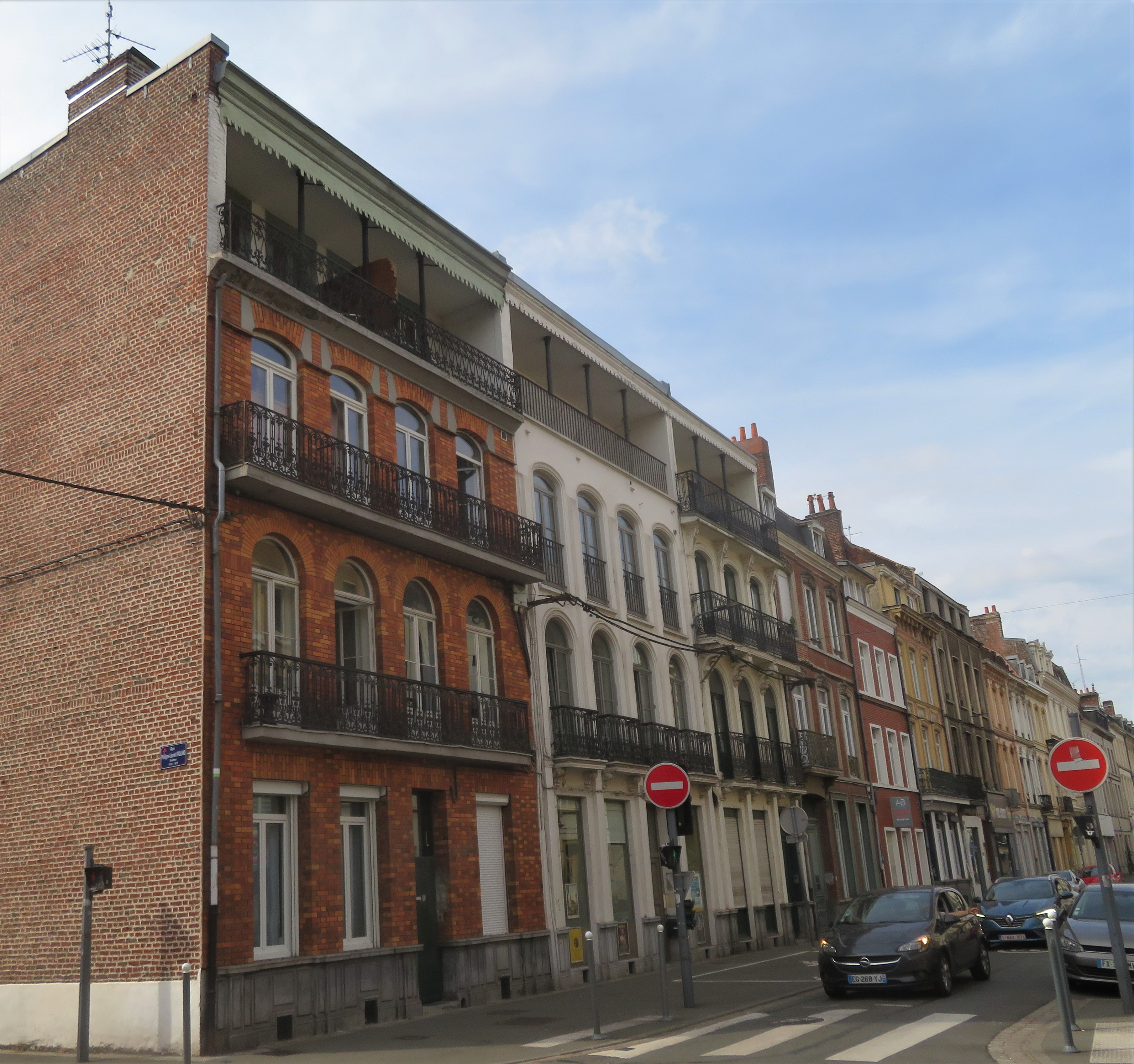
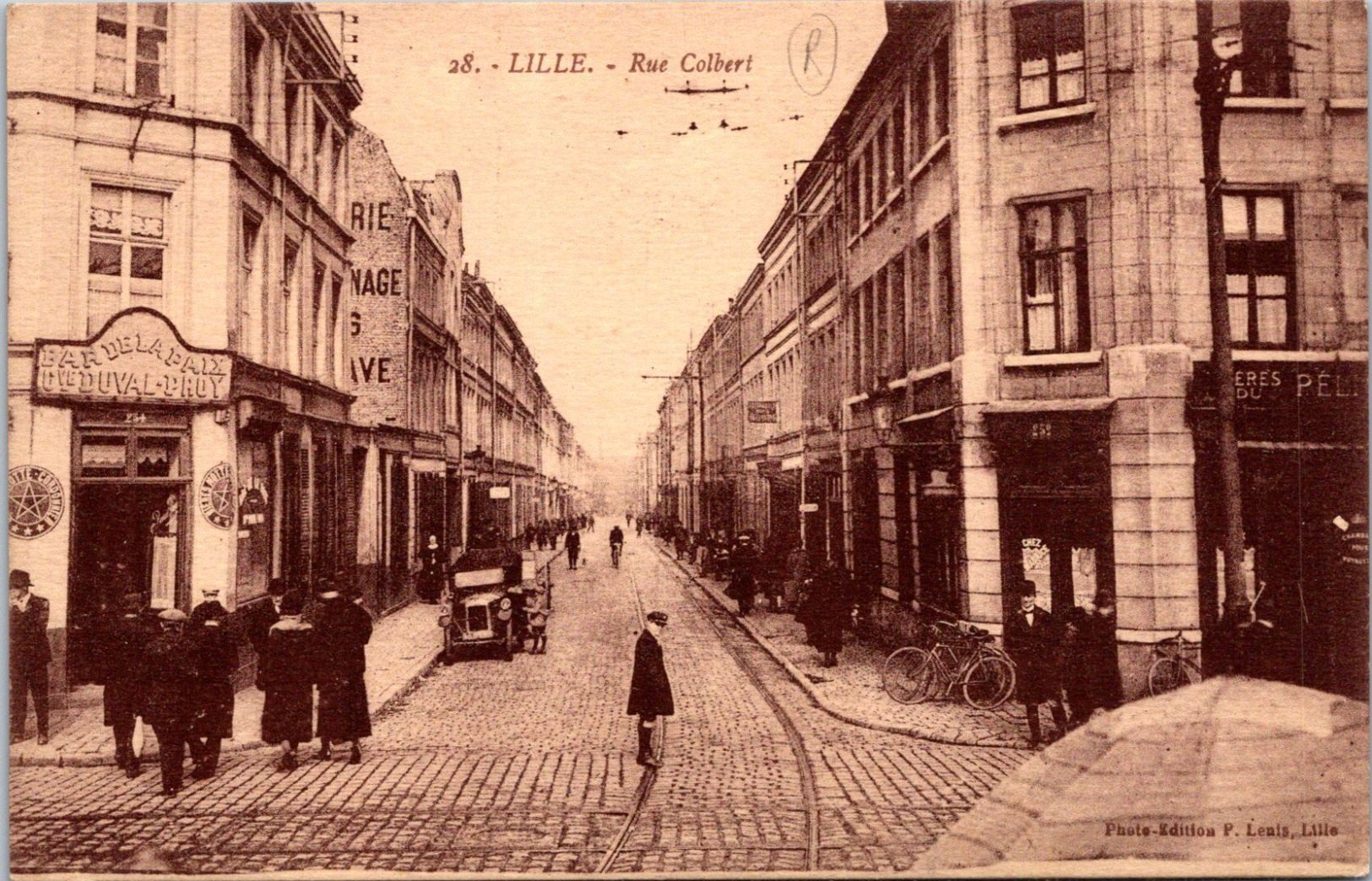
La rue vers 1925

## Bâtiments remarquables et lieux de mémoire

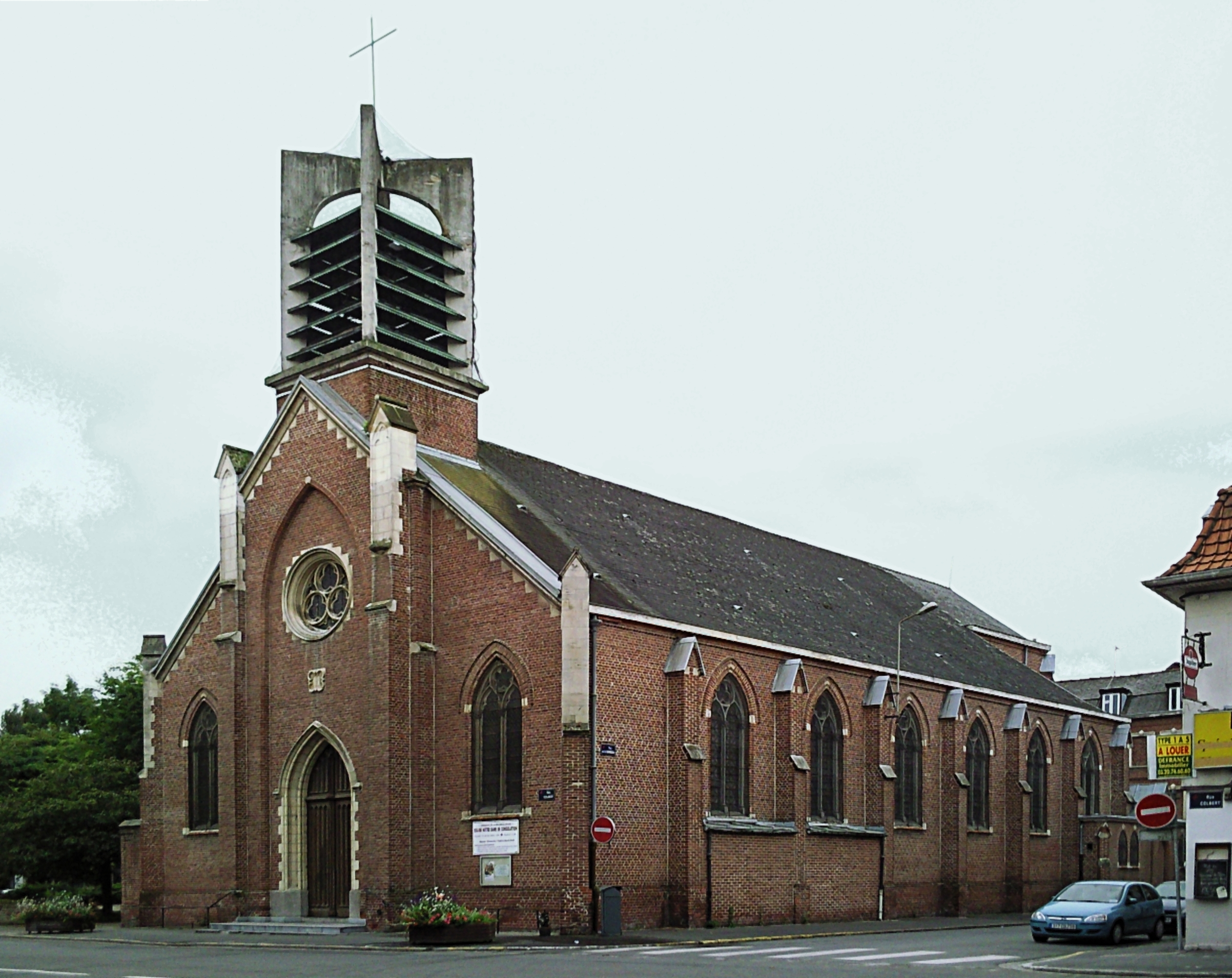
Notre Dame de Consolation

L’église Notre-Dame de Consolation construite en 1855 pour desservir le faubourg de la Barre est située à l'extrémité nord-ouest de la rue. L’empiètement des marches d’entrée de l’église sur la zone de servitude militaire a amené les décisions importantes de démolition de la partie de l’enceinte de Lille entre la Noble Tour et la porte de la Barre remplacée par de nouveaux remparts et l’absorption  par la ville de Lille des communes de Wazemmes, d’Esquermes, de Moulins-Lille et de Fives.